# Fernez-Brille
Die Fernez-Brille wurde 1920 vom französischen Ingenieur Maurice Fernez (* 30. August 1885; † 31. Januar 1952 in Alfortville) erfunden. Die Fernez-Brille war der direkte Vorgänger der Schwimmbrille.

## Beschreibung
Seit langer Zeit benutzen Inselvölker, vor allem Perlentaucher im Pazifik, Unterwasserbrillen, die aus Schildkrötenschuppen hergestellt wurden.  Sie bestand aus zwei Gläsern, eins für jedes Auge, die durch eine abnehmbare Brücke an der Vorderseite und einen Riemen an der Rückseite verbunden waren; auf diese Weise saß die Brille am Kopf des Tauchers.

## Verwendung
Die Fernez-Brille wurde ursprünglich von Maurice Fernez, im Jahr 1920, als Zubehör zum „Apparat Fernez-2“, ein oberflächenversorgtes Helmtauchgerät, entwickelt. Dieses Tauchgerät wurde bei Unterwasserarbeiten, vor allem bei Fundamentgründungen, eingesetzt. Die erste Version der Brille war eine ziemlich sperrige Ausrüstung, um in geringer Tiefe zu arbeiten. Die schlussendliche, einfacher zu handhabende Fernez-Brille erlaubte Tauchgänge in Tiefen zwischen fünf und zehn Metern.
Nach dem Gesetz von Boyle-Mariotte nimmt das Volumen eines Gases ab, wenn der auf dieses Gas ausgeübte Druck zunimmt. Das ist ein Zustand, der sich aus dem Druck ergibt, den das Wasser auf eine Brille oder Maske ausübt. Der heutige Unterschied zwischen einer Schwimmbrille und einer Tauchermaske liegt daher darin, dass eine Tauchermaske über einen Nasenerker, der mit dem restlichen Maskenvolumen verbunden ist, verfügt. Durch diesen Nasenerker wird über die Lunge ein permanenter Druckausgleich zum Umgebungsdruck erreicht. Ohne einen solchen Druckausgleich, wie bei der Fernez-Brille, erleidet der Taucher mit größeren Druckdifferenzen ein Barotrauma am und um das Auge. Eine größere Tauchtiefe ist deshalb mit der Fernez-Brille nicht erreichbar. Die Fernez-Brillen ist somit eine Vorläufer der heutigen Schwimmbrillen.
In den 1920er- und 30er-Jahren entwickelte sich die Unterwasserjagd und der Tauchsport in Südfrankreich. Frédéric Dumas war einer der Ersten, die eine Fernez-Brille benutzten. Sie wurde auch von Pionieren des Gerätetauchens, wie Philippe Tailliez oder Jacques-Yves Cousteau, verwendet.